# بريان بيرسون (كاتب)
بريان بيرسون هو كاتب كندي، ولد في 1963.